# Ториев диоксид
Ториевият диоксид (ThO2), наричан също ториев(IV) оксид, представлява кристално твърдо вещество, често бяло или жълто на цвят. Той е главно страничен продукт от производството на лантаниди и уран. Торианит е името на минералогичната форма на ториевия диоксид. Той е умерено рядък и кристализира в изометрична система. Точката на топене на ториевия оксид е 3300 °C – най-високата от всички известни оксиди. Само няколко елемента (включително волфрам и въглерод) и няколко съединения (включително танталов карбид) имат по-високи температури на топене. Всички съединения на тория, включително диоксидът, са радиоактивни, тъй като няма стабилни изотопи на тория.

## Структура и реакции
Ториевият диоксид съществува в две полиморфни форми. Единият има флуоритна кристална структура. Това е рядко срещано явление сред бинарните оксиди. (Други бинарни оксиди с флуоритна структура включват цериев диоксид, уранов диоксид и плутониев диоксид). Забранената зона на ториевия диоксид е около 6 eV. Известна е и тетрагонална форма на ториевия диоксид.
Ториевият диоксид е по-стабилен от ториевия монооксид (ThO). Само при внимателен контрол на реакционните условия при окислението на ториевия метал може да се получи монооксид, а не диоксид. При изключително високи температури диоксидът може да се превърне в монооксид или чрез реакция на диспропорциониране (равновесие с течния ториев метал) над 1850 K (1580 °C), или чрез проста дисоциация (отделяне на кислород) над 2500 K (2230 °C).

## Приложение
- Компонент на специални стъкла.
- За легиране на волфрама и неговите сплави.
- Катализатор в органичния синтез. Това е един от най-добрите катализатори за димеризация на метана до етилен.
- В миналото се е използвал в рентгеновата диагностика като основна съставка на рентгеноконтрастни вещества (по-специално е бил част от препарата Торотраст[6]), но впоследствие е спрян от употреба поради доказана радиоканцерогенност.